# São Caetano Futsal
Il São Caetano Futsal è una squadra brasiliana di calcio a 5 con sede a São Caetano do Sul.

## Storia
Fondato il 6 gennaio 2003, il São Caetano non ha finora ottenuto nessun titolo di rilievo nazionale; ha partecipato alla Liga Futsal per la prima volta nel 2006 giungendo in diciannovesima e penultima posizione. Successivamente, ha avviato la collaborazione con lo Sport Club Corinthians Paulista assumendo temporaneamente la denominazione "São Caetano/Corinthians Unip".

## Rosa 2007
| N° | Naz.               | Ruolo      | Sportivo                                         |  |  |  |
| -- | ------------------ | ---------- | ------------------------------------------------ |  |  |  |
| 1  | Brasile (bandiera) | Portiere   | Higor Maciel Pires (Higor)                       |  |  |  |
| 3  | Brasile (bandiera) | Difensore  | Victor Lacerda Vanzella (Victor)                 |  |  |  |
| 4  | Brasile (bandiera) | Esterno    | Fineo Araújo (Fineo)                             |  |  |  |
| 5  | Brasile (bandiera) | Difensore  | Thiago Ferreira de Matos (Thiaguinho)            |  |  |  |
| 6  | Brasile (bandiera) | Esterno    | Paulo Eduardo Maximo Peres (Pelé)                |  |  |  |
| 7  | Brasile (bandiera) | Esterno    | César Augusto May Xavier (Cesinha)               |  |  |  |
| 8  | Brasile (bandiera) | Esterno    | Johnny Gomes dos Santos (Johnny)                 |  |  |  |
| 9  | Brasile (bandiera) | Difensore  | Fabio Monteiro (Binho)                           |  |  |  |
| 10 | Brasile (bandiera) | Esterno    | Leonardo Augusto da Silva (Léo)                  |  |  |  |
| 11 | Brasile (bandiera) | Esterno    | Francis Aparecido Peres (Francis)                |  |  |  |
| 12 | Brasile (bandiera) | Esterno    | Rafael Fermino Maximo (Rafinha)                  |  |  |  |
| 13 | Brasile (bandiera) | Esterno    | Wilson Renato Pereira Rosa (Wilsinho)            |  |  |  |
| 14 | Brasile (bandiera) | Pivot      | Robson Gomes de Melo Oliveira (Robson)           |  |  |  |
| 15 | Brasile (bandiera) | Esterno    | Rodrigo Orlando Palacios Rojas (Cebola)          |  |  |  |
| 16 | Brasile (bandiera) | Esterno    | Francisco Humberto de Araujo Alves (Humberto)    |  |  |  |
| 17 | Brasile (bandiera) | Esterno    | Gelson Saiotti Junior (Simi)                     |  |  |  |
| 18 | Brasile (bandiera) | Portiere   | Alex Nunes Barreto (Boy)                         |  |  |  |
| 19 | Brasile (bandiera) | Esterno    | Edenilson Augusto Rodrigues de Souza (Augusto)   |  |  |  |
| 20 | Brasile (bandiera) | Portiere   | Tarcisio Canossa de Camargo (Tarcisio)           |  |  |  |
| 21 | Brasile (bandiera) | Esterno    | Deivid Pires da Silva Santos (Deivão)            |  |  |  |
| 22 | Brasile (bandiera) | Portiere   | Rafael Dobke Sakano (Rafael)                     |  |  |  |
| 23 | Brasile (bandiera) | Portiere   | Ronaldo dos Santos Gouveia Junior (Ronaldo)      |  |  |  |
| 24 | Brasile (bandiera) | Portiere   | Pereš (Peres)                                    |  |  |  |
| 25 | Brasile (bandiera) | Esterno    | William Germano da Silva (William)               |  |  |  |
| 26 | Brasile (bandiera) | Esterno    | Jefferson Gonçalves Melo (Jê)                    |  |  |  |
| 28 | Brasile (bandiera) | Esterno    | Carlos Henrique Sa de Melo Cavalcanti (Henrique) |  |  |  |
|    | Brasile (bandiera) | Allenatore | José Fernando Cabral Azevedo ( - )               |  |  |  |